# Lithacodia altitudinis
Lithacodia altitudinis är en fjärilsart som beskrevs av Emilio Berio 1973. Lithacodia altitudinis ingår i släktet Lithacodia och familjen nattflyn. Inga underarter finns listade i Catalogue of Life.